# سید محمدحسین قادرپناه
سید محمدحسین قادرپناه سیاست‌مدار ایرانی بود، که در  دوره بیست و دوم  و  دوره بیست و سوم  به‌عنوان نماینده گرگان در مجلس شورای ملی حضور داشت.